# Застава Грузије
Застава Грузије је такозвана застава са пет крстова, враћена у званичну употребу 14. јануара 2004. године после скоро 500 година. Ова застава је била застава грузијске краљевине у средњем веку и коришћена као званични симбол Уједињеног Националног покрета који је дошао на власт 2004. године.

## Историја заставе
Застава је употребљавана још од 13. века. Централни елемент је крст св. Ђорђа (као на застави Енглеске) који је светац заштитник Грузије. Додатни крстови су вероватно настали у време владавине Ђорђа V, који је из Грузије истерао Монголе. Застава је у то време био под утицајем грба Јерусалимске краљевине. 
Застава је престала да се употребљава касније, али је поново враћена у употребу у оквиру грузијског патриотског покрета после распада СССР-а. Уз велику подршку народа и цркве предложен је закон о враћању заставе у употребу 1999. године, али је председник Едуард Шеварнадзе спречио усвајање. Заставу су користили опозиционари предвођени Михаилом Сакашвилијем. По смени власти у Грузији, застава је званично усвојена, мада не без протеста због усвајања партијске заставе као државне.

## Раније заставе Грузије
Застава Грузије у време краткотрајне Демократске Републике Грузије, укинута у време СССР-а па враћена 1990. године.
Током времена СССР-а Грузија је променила неколико варијанти заставе базираних на застави СССР-а. Застава приказана у галерији важила је у време распада СССР-а.

## Галерија
- Застава морнарице
- Ратна Застава
- Застава Грузије
1918−1921
1990−2004
- Застава Грузије
1921−1990